# Lasiomma pallidum
Lasiomma pallidum är en tvåvingeart som beskrevs av Griffiths 2003. Lasiomma pallidum ingår i släktet Lasiomma och familjen blomsterflugor. Inga underarter finns listade i Catalogue of Life.